# كيسيدوغو
كيسيدوغو ( نكو : ߞߛߌ߬ߘߎ߯) هي مدينة في جنوب غينيا . وهي عاصمة محافظة كيسيدوغو . في أعقاب النزاعات المتصاعدة في سيراليون وليبيريا خلال خريف وشتاء عام 2000، فر العديد من سكان مدينة غكيدو إلى كيسيدوغو ومكثوا فيها. اعتبارا من عام 2014 كان عدد سكانها 102،675 نسمة.
يخدم المدينة مطار كيسيدوغو، ويتدفق نهر نيندان عبر المدينة.

## مدينة كيسيدوغو
تأسست المدينة في القرن الثامن عشر، تشتهر بمزارع البن والمساحات الشاسعة من الغابات المجاورة. وتشمل عوامل الجذب الأخرى في المدينة متحفًا وفريقًا لكرة القدم وجسرًا رئيسيًا.
على الرغم من أن السوق مفتوح 7 أيام في الأسبوع، إلا أنه مزدحم بشكل خاص أيام الثلاثاء. فكلمة كيسيدوغو تعني مكان لجوء في المالينكية، تُعد الكورانكو [مجموعة المالينكي الفرعية] أكبر مجموعة عرقية محلية.
الموسيقي والمغني الغيني موري كانتي من كيسيدوغو.

## العرق

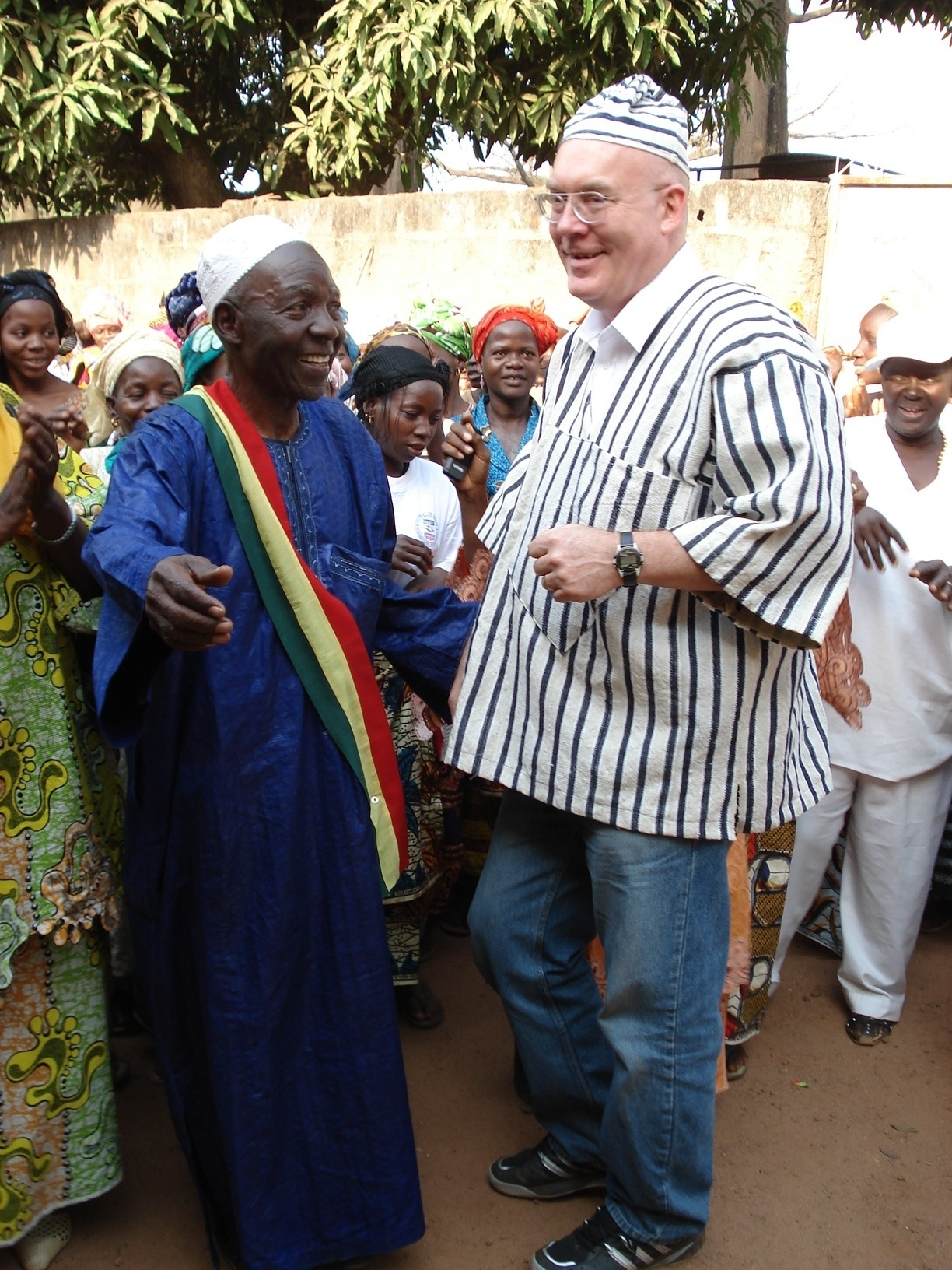
بول كيتا، عمدة كيسيدوغو

إلى جانب هيمنة الكورانكو و الكيسي هناك العديد من المجموعات العرقية الأخرى التي تعيش في كيسيدوغو، بما في ذلك المالينكي والفولاني . كثير اللوما يعيشون في هذه المنطقة أيضا، خصوصا بين كيسيدوغو و ماسنتا.

## المناخ
يسود كيسيدوغو مناخ السافانا الاستوائية ( تصنيف مناخ كوبن Aw).
| البيانات المناخية لـكيسيدوغو       | البيانات المناخية لـكيسيدوغو | البيانات المناخية لـكيسيدوغو | البيانات المناخية لـكيسيدوغو | البيانات المناخية لـكيسيدوغو | البيانات المناخية لـكيسيدوغو | البيانات المناخية لـكيسيدوغو | البيانات المناخية لـكيسيدوغو | البيانات المناخية لـكيسيدوغو | البيانات المناخية لـكيسيدوغو | البيانات المناخية لـكيسيدوغو | البيانات المناخية لـكيسيدوغو | البيانات المناخية لـكيسيدوغو | البيانات المناخية لـكيسيدوغو |
| الشهر                              | يناير                        | فبراير                       | مارس                         | أبريل                        | مايو                         | يونيو                        | يوليو                        | أغسطس                        | سبتمبر                       | أكتوبر                       | نوفمبر                       | ديسمبر                       | المعدل السنوي                |
| ---------------------------------- | ---------------------------- | ---------------------------- | ---------------------------- | ---------------------------- | ---------------------------- | ---------------------------- | ---------------------------- | ---------------------------- | ---------------------------- | ---------------------------- | ---------------------------- | ---------------------------- | ---------------------------- |
| متوسط درجة الحرارة الكبرى °م (°ف)  | 35.0 (95.0)                  | 36.7 (98.1)                  | 36.8 (98.2)                  | 35.7 (96.3)                  | 34.3 (93.7)                  | 31.7 (89.1)                  | 30.2 (86.4)                  | 30.5 (86.9)                  | 31.1 (88.0)                  | 31.6 (88.9)                  | 32.4 (90.3)                  | 33.5 (92.3)                  | 33.3 (91.9)                  |
| المتوسط اليومي °م (°ف)             | 22.5 (72.5)                  | 24.5 (76.1)                  | 26.9 (80.4)                  | 26.5 (79.7)                  | 25.6 (78.1)                  | 24.6 (76.3)                  | 23.8 (74.8)                  | 23.8 (74.8)                  | 24.1 (75.4)                  | 24.4 (75.9)                  | 24.0 (75.2)                  | 22.3 (72.1)                  | 24.4 (75.9)                  |
| متوسط درجة الحرارة الصغرى °م (°ف)  | 8.5 (47.3)                   | 10.9 (51.6)                  | 14.6 (58.3)                  | 18.0 (64.4)                  | 17.9 (64.2)                  | 17.9 (64.2)                  | 17.9 (64.2)                  | 18.2 (64.8)                  | 17.6 (63.7)                  | 16.8 (62.2)                  | 13.6 (56.5)                  | 9.3 (48.7)                   | 15.1 (59.2)                  |
| الهطول مم (إنش)                    | 7 (0.3)                      | 26 (1.0)                     | 46 (1.8)                     | 129 (5.1)                    | 206 (8.1)                    | 257 (10.1)                   | 264 (10.4)                   | 339 (13.3)                   | 328 (12.9)                   | 244 (9.6)                    | 77 (3.0)                     | 16 (0.6)                     | 1٬939 (76.3)                 |
| متوسط أيام هطول الأمطار (≥ 1.0 mm) | 1                            | 2                            | 4                            | 9                            | 16                           | 18                           | 19                           | 21                           | 22                           | 18                           | 7                            | 1                            | 138                          |
| متوسط الرطوبة النسبية (%)          | 54                           | 55                           | 58                           | 69                           | 76                           | 80                           | 82                           | 83                           | 81                           | 79                           | 75                           | 62                           | 71                           |
| المصدر: NOAA                       |                              |                              |                              |                              |                              |                              |                              |                              |                              |                              |                              |                              |                              |

## ازمة اللاجئين
خلال التسعينيات، قامت حكومة غينيا، بالتعاون مع المفوضية السامية للأمم المتحدة لشؤون اللاجئين، بتوفير الحماية الدولية والمساعدة للاجئين السيراليونيين والليبيريين المقيمين على طول الحدود الجنوبية لغينيا. في ديسمبر/كانون الأول 2000 ويناير/كانون الثاني 2001، أدت سلسلة من الهجمات عبر الحدود إلى تحول هائل في أعداد اللاجئين (والغينيين). وفرّ الكثير إلى محافظتي كيسيدوغو ونزيريكوري في منطقة الغابات في غينيا.
في شباط 2001، بدأ نقل مخيمي غوكيدو وفرانه مع نقل مخيمات اللاجئين المؤقتة إلى مخيمات جديدة في محافظة البدرية الفرعية في كيسيدوغو.
طوال عام 2001، كان هناك أكثر من 400000 لاجئ في غينيا، العديد منهم في كيسيدوغو. وضع هذا التدفق الهائل للاجئين السيراليونيين ضغطًا كبيرًا على حكومة غينيا وكذلك على قدرة منظمات الإغاثة الدولية على توفير ملاذ آمن ومستقر.
وانتشرت روايات عن العنف الجنسي في أنحاء المخيمات رغم الجهود الحثيثة التي تبذلها منظمات الإغاثة الدولية.